# Angioplastie
L'angioplastie est une technique médico-chirurgicale de modification d'un vaisseau sanguin, le plus souvent une artère. La méthode a été utilisée pour la première fois par Charles Dotter, puis suivie et modifiée par Andreas Gruentzig à Zurich en 1977. L'angioplastie peut être réalisée sans abord chirurgical par la ponction à l'aiguille du vaisseau : elle est alors dite « percutanée ».

## Angioplastie percutanée

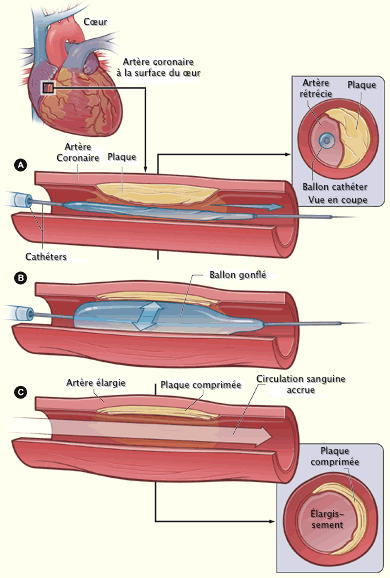
Angioplastie percutanée sans pose de stent

L'angioplastie percutanée est indiquée pour traiter les occlusions ou les sténoses artérielles. Elle utilise pour cela de petits ballonnets gonflables, à usage unique, qui permettent de dilater l'artère à l'endroit du rétrécissement. Le plus souvent, le geste est complété par la mise en place d'une endoprothèse métallique (communément appelée « stent » ou ressort) qui reste incrustée à l'intérieur du vaisseau pour éviter la reformation d'un rétrécissement. Cette prothèse est progressivement recouverte par les cellules de l'artère qui, dans certains cas, se développent excessivement, reformant un rétrécissement (phénomène dit de « resténose »). Pour lutter contre ce phénomène, de nouvelles prothèses recouvertes de produits actifs luttant contre ce développement cellulaire ont été inventées. Ces stents peuvent être désignés par les termes de "stents actifs", par opposition aux "stents nus" dépourvus de produits actifs. Dans tous les cas, l'administration de médicaments luttant contre l'agrégation plaquettaire est nécessaire à long terme.
L'une des angioplasties les plus fréquentes est l'angioplastie coronaire (Percutaneous transluminal coronary angioplasty ou PTCA en anglais) où la sonde est introduite par l'artère fémorale au niveau de l'aine ou par l'artère radiale. Les autres angioplasties touchent les artères rénales, les artères des jambes ou la carotide.
L'indication de l'angioplastie coronaire doit être soigneusement pesée et ne doit pas se baser sur le seul aspect visuel de l'artère : l'angioplastie, faite en dehors d'un angor instable ou d'un infarctus, a comme principal intérêt par rapport au traitement médicamenteux de soulager plus efficacement les symptômes mais sans diminuer le risque de décès ni d'infarctus du myocarde. Il semblerait préférable pour la plupart des patients ayant une angine de poitrine de commencer par le traitement médicamenteux avant d'envisager une angioplastie selon les résultats des tests cardiologiques (épreuve d'effort, échographie de stress ou scintigraphie myocardique de perfusion),.